# 팔라완나무두더지
팔라완나무두더지(Tupaia palawanensis)는 청서번티기과에 속하는 나무두더지의 일종이다. 필리핀의 토착종이다. 서식지 감소로 멸종 위협을 받고 있다.